# Hrádok
Hrádok este o comună slovacă, aflată în districtul Nové Mesto nad Váhom din regiunea Trenčín. Localitatea se află la altitudinea de 190 m deasupra n.m., se întinde pe o suprafață de 24,14 km2 și în 2017 număra 728 de locuitori.

## Istoric
Localitatea Hrádok este atestată documentar din 1246.

## Demografie
| An:                | 1994 | 2004   | 2014    | 2024    |
| ------------------ | ---- | ------ | ------- | ------- |
| Număr de persoane: | 642  | 596    | 711     | 784     |
| Diferență:         |      | −7,16% | +19,29% | +10,26% |

| An:                | 2023 | 2024   |
| ------------------ | ---- | ------ |
| Număr de persoane: | 770  | 784    |
| Diferență:         |      | +1,81% |